# Hitoshi Okino
Hitoshi Okino (japanisch 沖野 等 Okino Hitoshi; * 19. März 1959 in der Präfektur Hiroshima; † 11. September 2009 in der Präfektur Tokio) war ein japanischer Fußballspieler.

## Karriere
Okino erlernte das Fußballspielen in der Universitätsmannschaft der Meiji-Universität. Seinen ersten Vertrag unterschrieb er 1981 bei Hiroshima Fujita SC. Ende 1991 beendete er seine Karriere als Fußballspieler.
2006 wurde Okino Trainer von Avispa Fukuoka.